# Seealpsee
Il Seealpsee è un lago della Svizzera situato nel Canton Appenzello Interno, compreso nel gruppo dell'Alpstein (prealpi di Appenzello e di San Gallo).

## Collegamenti esterni

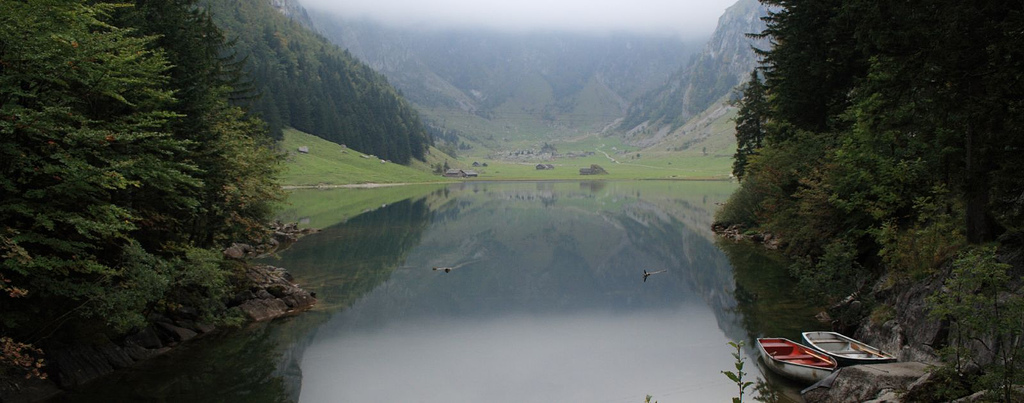
Il Seealpsee